# Richard M. Goody
Richard M. Goody (mit vollem Namen Richard Mead Goody) (* 19. Juni 1921 in Hertfordshire; † 3. August 2023 in Cockeysville) war ein britisch-US-amerikanischer Geophysiker und Meteorologe.

## Leben
Goody studierte an der Cambridge University, wo er 1942 einen Bachelor-Abschluss in Physik erwarb. Anschließend arbeitete er bis Oktober 1946 am Aeroplane and Armament Experimental Establishment, bevor er 1949 nach Cambridge zurückkehrte, um dort zu promovieren. Dort erhielt er den Auftrag, ein Infrarotspektrometer für den Einsatz in einem Flugzeug zur Messung der stratosphärischen Trockenheit zu bauen. In dieser Zeit machte er auch wichtige Entdeckungen zur Struktur der Stratosphäre, die ihn dazu brachten, den Strahlungstransport in Planetenatmosphären zu untersuchen. Im Zusammenhang mit dieser Arbeit ist das bekannteste und am weitesten verbreitete Modell von Absorptionsbanden in atmosphärischer Opazität auf die Arbeit von Goody aus dem Jahr 1952 zurückzuführen, und das Modell war ursprünglich als Goody-Zufallsmodell bekannt. Später stellte sich heraus, dass Harris Mayers 1947 veröffentlichte Arbeit unter der Aufsicht von Edward Teller am Los Alamos National Laboratory ähnliche Berechnungen durchgeführt hatte. Heute ist das Modell unter dem Namen Mayer-Goody-Modell oder Mayer-Goody-Statistikmodell in der Literatur bekannt.
Im Jahre 1958 wurde er zum Abbott Lawrence Rotch Professor für Dynamische Meteorologie und Direktor des Blue Hill Observatory in Harvard ernannt. 1965 nahm er die US-amerikanische Staatsbürgerschaft an. 1964 erschien sein Buch Atmospheric Radiation. Bis 1970 war er Direktor des Blue Hill Observatory und von 1974 bis 1976 Vorsitzender des Space Studies Board der National Academy of Sciences. Im Jahre 1970 war Goody ferner Co-Vorsitzender einer Studie der National Academy of Sciences über die Venus mit dem Titel "Venus: Strategy for Exploration", und er war mitverantwortlich für den Start des Pioneer Venus-Projekts, das 1978 Sonden zur Venus startete. 1991 wurde er gegen seinen Willen in den Ruhestand versetzt.

## Auszeichnungen
- 1959 Mitglied der American Academy of Arts and Sciences[2]
- 1970 Mitglied der National Academy of Sciences
- 1997 Mitglied der American Philosophical Society
- 1998 William Bowie Medal der American Geophysical Union

## Werke (Auswahl)
- Atmospheric Radiation: Theoretical Basis von 1964 ISBN 0195102916